# Sandra (orangután)

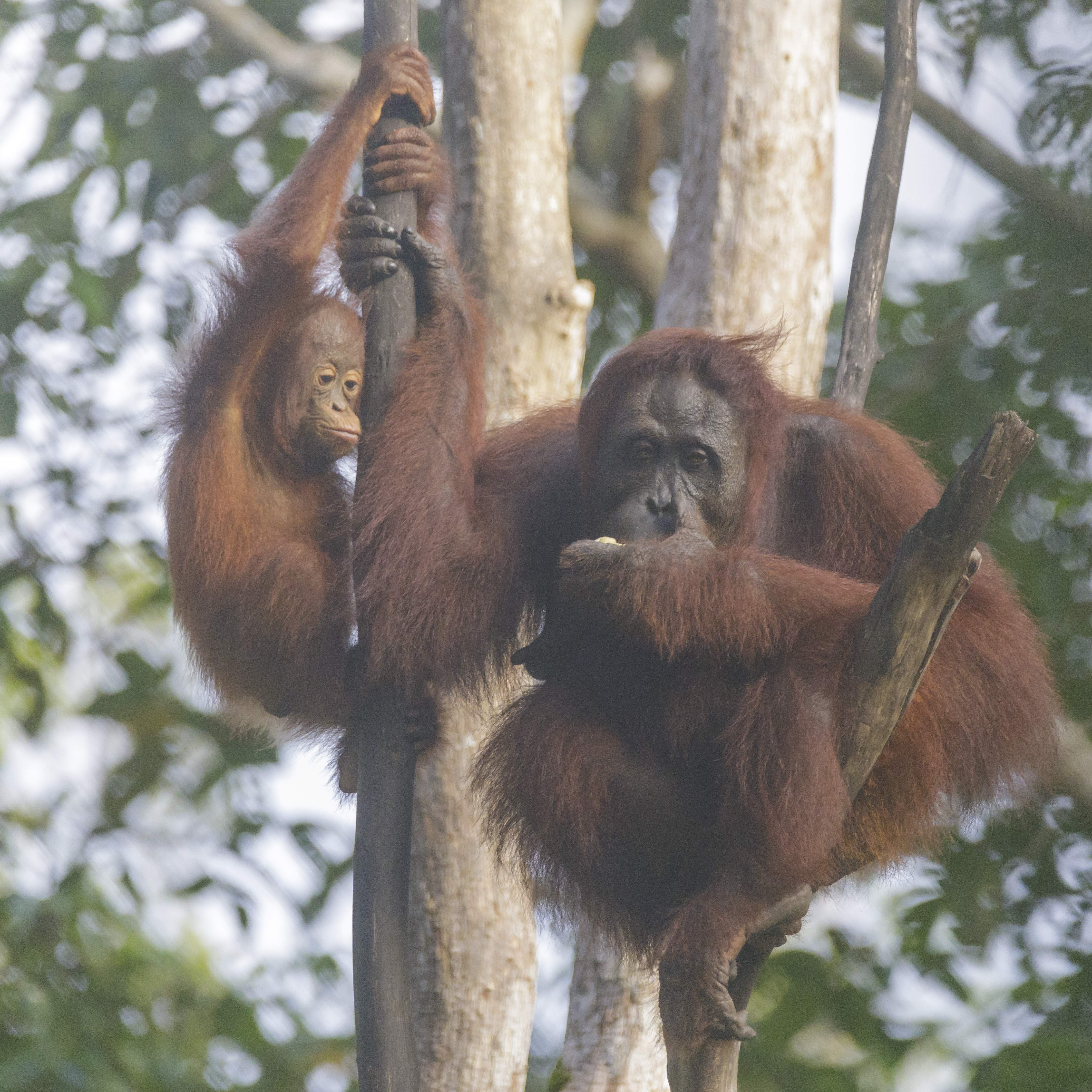
Los orangutanes son animales sensibles e inteligentes que viven más de 60 años.

Sandra es una orangutana que se hizo conocida mundialmente porque un tribunal de Argentina le concedió un habeas corpus, reconociéndola como «persona no humana y ser sintiente» y ordenando al zoológico de Buenos Aires (quienes la retenían) que la liberasen.
En 2015 comenzó un proceso impulsado por la Asociación de Funcionarios y Abogados por los Derechos de los Animales (AFADA), quienes denunciaron el mal estado en el que se encontraba la orangutana en lo que era el ex zoo porteño. La jueza Elena Liberatori le ordenó «al gobierno porteño que garantice las condiciones adecuadas para el hábitat y preserve las habilidades cognitivas del animal» y dispuso el traslado de Sandra al santuario Center of Great Apes, en el estado de Florida.

## Vida
Sandra nació en cautiverio en 1986 en el zoológico de Rostock, Alemania. En septiembre de 1995, a los nueve años de edad, fue trasladada al zoológico de Buenos Aires (Argentina), donde vivió durante catorce años. En septiembre de 2019 fue trasladada a los Estados Unidos, al santuario Center of Great Apes, ubicado en el estado de Florida; el Poder Judicial de la Ciudad de Buenos Aires se comprometió a pagar los gastos de su cuidado en esta institución hasta el día de su muerte.

## Liberación
El 26 de septiembre de 2019, Sandra fue trasladada al santuario Center of Great Apes (Centro para Grandes Simios), fundado en el año 1997 por Patti Ragam, en Wauchula, Florida. Este santuario fue elegido por la jueza Elena Liberatori para el traslado de Sandra.

## Impacto
La noticia fue cubierta por grandes medios de Chile (El Mercurio), Estados Unidos (Time), México (El informador), el Reino Unido (BBC, The Guardian, y The Independent) y Uruguay (El País),entre otros.